# Eugnathogobius variegatus
Eugnathogobius variegatus är en fiskart som först beskrevs av Peters, 1868.  Eugnathogobius variegatus ingår i släktet Eugnathogobius och familjen smörbultsfiskar. IUCN kategoriserar arten globalt som livskraftig. Inga underarter finns listade i Catalogue of Life.